# Diana di Gabi
La Diana di Gabi è una statua raffigurante una donna avvolta in un drappeggio; con molta probabilità rappresenta la dea Artemide, ed è tradizionalmente attribuita a Prassitele. In passato era parte della collezione Borghese ed è conservata presso il Museo del Louvre.

## Storia
La statua fu scoperta nel 1792 da Gavin Hamilton, nelle proprietà del principe Marcantonio IV Borghese nei pressi di Roma, dove in antichità sorgeva la città di Gabi, e fu immediatamente inserita nella collezione del principe. Nel 1807, a causa di difficoltà finanziarie, il principe Camillo II Borghese, figlio di Marcantonio, fu costretto da Napoleone a vendere alla Francia 344 opere provenienti dalla collezione Borghese. Dal 1820 la Diana di Gabi è quindi in mostra al Louvre.
La statua divenne molto popolare nel XIX secolo: un calco in gesso fu collocato al Club Athenaeum di Londra; una copia marmorea era presente tra le riproduzioni di statue antiche volte a decorare la Cour Carrée, la Corte Quadrata del Louvre, e una sua copia decorava una fontana nel comune francese di Grancey-le-Château-Neuvelle, nella Côte-d'Or. Inoltre, riproduzioni in scala ridotta venivano realizzate e poi vendute agli appassionati d'arte.

## Descrizione

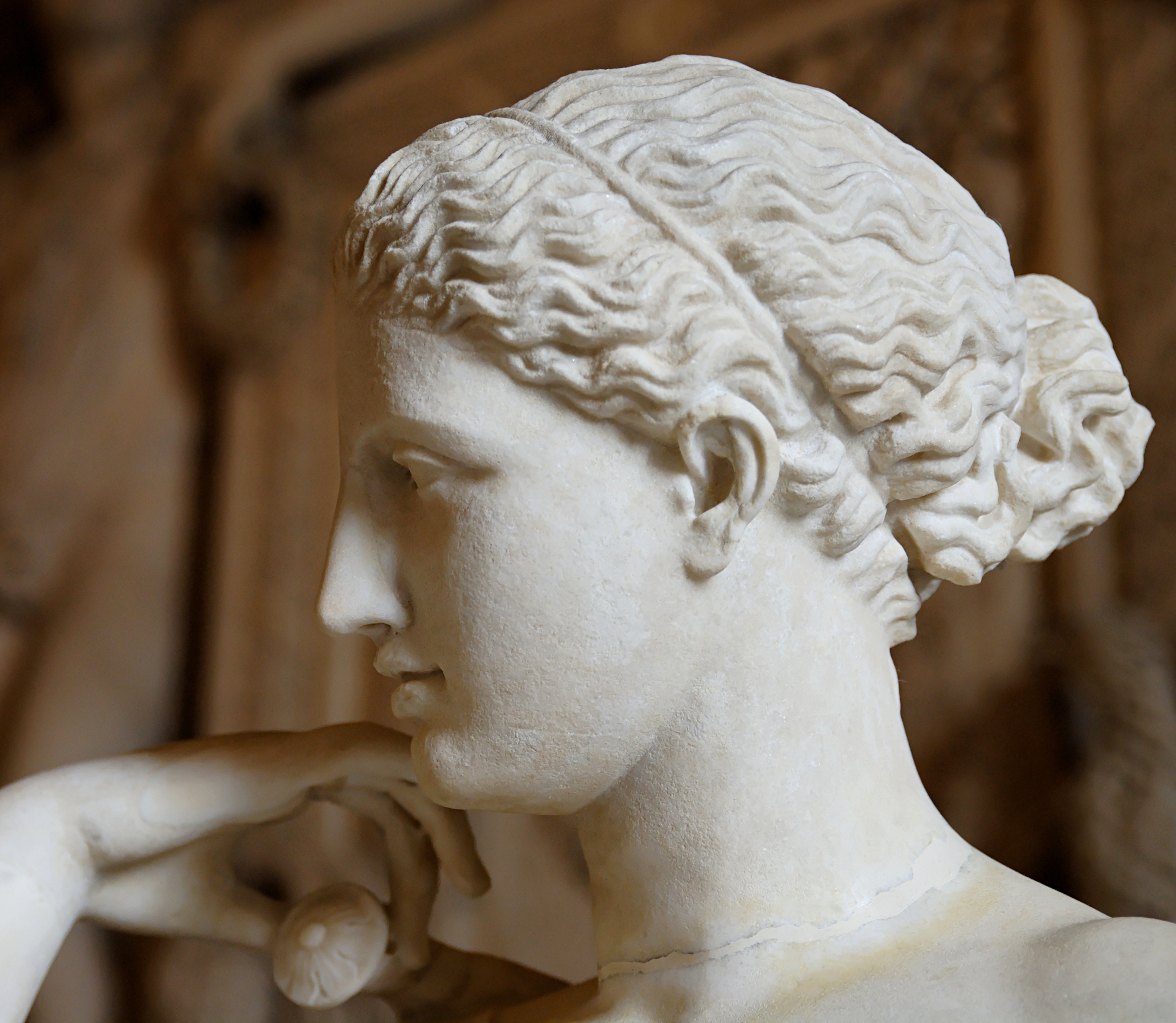
Il volto.

La giovane donna è rappresentata a grandezza maggiore di quella naturale. Il peso del corpo è scaricato sulla gamba destra, rinforzata con un ceppo d'albero; la gamba sinistra, invece, non contribuisce in alcun modo a sostenere la figura: il piede sinistro, infatti, ha il tallone rialzato e le dita rivolte verso l'esterno.
La statua è generalmente identificata come Artemide, dea della verginità, della caccia e delle selve, esclusivamente per via delle sue vesti. Indossa, difatti, un chitone non particolarmente lungo con ampie maniche, tipico della dea. Il chitone è legato da due cinturini, uno visibile attorno alla sua vita, l'altro invece nascosto, i quali trattengono parte del tessuto, accorciando il chitone e mostrando le ginocchia. La dea è rappresentata nell'atto di fissare con una spilla il suo mantello: la mano destra stringe una fibula e tiene sollevata una piega del vestito sulla spalla destra, mentre quella sinistra trattiene un'altra piega del vestito all'altezza del petto. Il movimento fa cadere il colletto del chitone, lasciando scoperta la spalla sinistra.
La testa è lievemente rivolta a destra, ma la dea non presa attenzione su ciò che sta facendo. Al contrario, il suo sguardo volge all'ambiente che la circonda, caratteristica tipica delle statue classiche. La sua chioma fluente è tirata indietro da una fascia legata al di sopra del collo, poi raccolti in una crocchia contenuta da un secondo nastro non visibile.

## Attribuzione

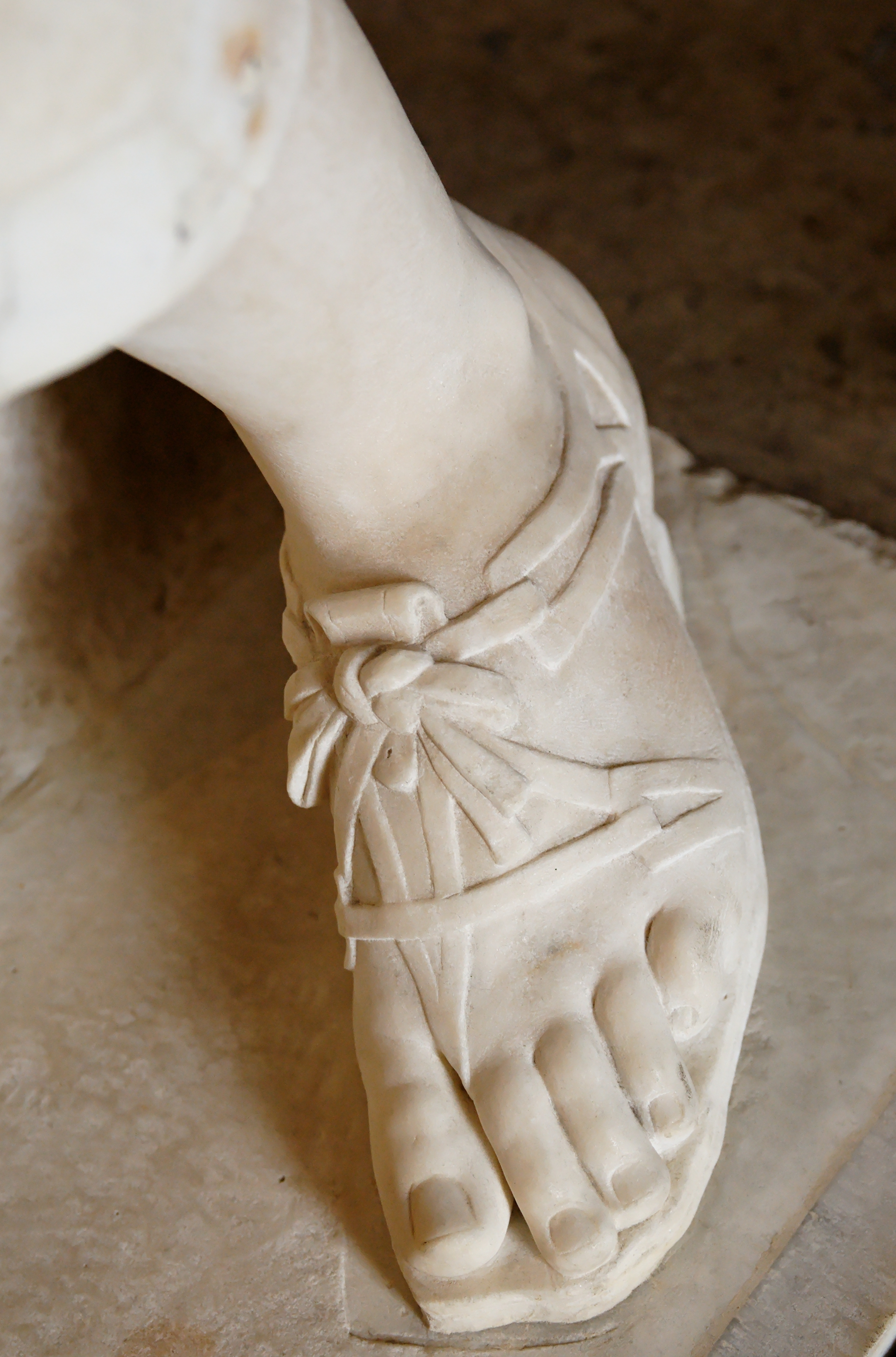
Motivo del sandalo del piede sinistro.

Stando a quanto scrive Pausania, Prassitele creò la statua di Artemide Brauronia per l'Acropoli di Atene. Gli inventari del tempio, datati al 347-346 a.C., fanno menzione di una "statua dedicata", descrivendola come raffigurante la dea in un chitoniskos. È anche noto che il culto di Artemide Brauronia prevedesse anche la consacrazione di capi offerte dalle fanciulle.
La statua di Prassitele è stata a lungo associata alla Diana di Gabi: la dea appare nell'atto di indossare il dono dei suoi devoti. In aggiunta, la testa ricorda molto quelle dell'Afrodite cnidia e dell'Apollo sauroctono, entrambi attribuiti a Prassitele. D'altro canto, l'identificazione della statua è stata messa in discussione per diversi aspetti. Innanzitutto, per quanto riguarda gli inventari scoperti ad Atene, è stato dimostrato si tratti di copie di quelli riguardanti il santuario principale a Braurone e non è quindi certo che il culto ad Atene includesse anche la consacrazione delle vesti. Inoltre, il chitone corto è anacronistico per il IV secolo a.C., suggerendo quindi una collocazione ellenistica. Infine, una recente ipotesi mette in relazione la statua di Artemide Brauronia con una testa presente al Museo dell'agorà antica di Atene, nota come Testa Despinis.
La Diana di Gabi è nondimeno considerata un'opera di impressionante qualità e si adegua a quello che è comunemente considerato lo stile prassitelico, portando alcuni studiosi a continuare a reputare la statua opera di Prassitele o uno dei suoi figli.